# George Herbert Mead
George Herbert Mead (n. 27 februarie 1863, South Hadley, Massachusetts - d. 26 aprilie 1931, Chicago) a fost un filozof, sociolog și psiholog american, afiliat în special la University of Chicago, unde a făcut parte dintr-un cerc de distinși pragmaticieni. Este considerat a fi unul dintre fondatorii psihologiei sociale și ai școlii sociologice americane în general.
În timpul vieții nu a publicat nimic. Toate lucrările sale au fost publicate postum de studenții săi, după notele de curs.

## Opera principală
- 1932. The Philosophy of the Present. Prometheus Books.
- 1934. Mind, Self, and Society. Ed. by Charles W. Morris. University of Chicago Press.
- 1936. Movements of Thought in the Nineteenth Century.  Ed. by C. W. Morris.  University of Chicago Press.
- 1938. The Philosophy of the Act. Ed. by C.W. Morris et al. University of Chicago Press.
- 1964. Selected Writings. Ed. by A. J. Reck.  University Chicago Press. This out-of-print volume collects articles Mead himself prepared for publication.
- 1982. The Individual and the Social Self: Unpublished Essays by G. H. Mead. Ed. by David L. Miller. University of Chicago Press. ISBN 9780608094793
- 2001. Essays in Social Psychology. Ed. by M. J. Deegan. Transaction Books. (Book review  Arhivat în 17 iunie 2010, la Wayback Machine.)